# HMS Kipling (F91)
HMS Kipling (F91) là một tàu khu trục lớp K được Hải quân Hoàng gia Anh Quốc chế tạo vào cuối những năm 1930. Kipling đã phục vụ trong suốt Chiến tranh Thế giới thứ hai cho đến khi bị đánh chìm do trúng bom phóng từ máy bay ném bom Đức ngoài khơi Ai Cập vào ngày 11 tháng 5 năm 1942.

## Thiết kế và chế tạo
Kipling được đặt hàng cho hãng Yarrow ở Scotstoun, và được đặt lườn vào ngày 20 tháng 10 năm 1937. Nó được hạ thủy vào ngày 9 tháng 1 năm 1939 bởi con gái của nhà thơ Rudyard Kipling, và nhập biên chế cùng Hải quân Hoàng gia vào ngày 12 tháng 12 năm 1939.

## Lịch sử hoạt động
Vào ngày 28 tháng 12 năm 1941, Kipling đã đánh chìm tàu ngầm U-boat Đức U-75. Nó bị máy bay ném bom Ju-88 Đức tấn công về phía Tây Bắc Mersa Matruh, Ai Cập vào ngày 11 tháng 5 năm 1942, và bị Joachim Helbig đánh chìm ở tọa độ 32°23′24″B 26°11′24″Đ / 32,39°B 26,19°Đ.